# 康斯坦丁·尤里耶维奇·扎哈罗夫
康斯坦丁·尤里耶维奇·扎哈罗夫（羅馬化：Konstantin Yur'yevich Zakharov；1973年3月31日—）是俄罗斯政治人物，第八届国家杜马代表。
1992年至1995年，扎哈罗夫在乌拉尔机车车辆厂担任维修工，负责维护通风和空调系统。1999年，他领导了乌拉尔机车车辆厂的青年组织，并成为该企业负责青年工作的总经理助理。2004年至2012年，扎哈罗夫担任下塔吉尔市杜马代表。2005年至2009年，他担任乌拉尔机车车辆厂市场营销副总监。2010年，他成为上萨尔达冶金厂的首席执行官。2011年，他被任命为下塔吉尔列宁斯基区行政长官。2012年至2017年，他担任下塔吉尔副市长。2021年9月起，他担任第八届国家杜马代表。

## 制裁
扎哈罗夫于2022年因俄乌战争而受到英国政府制裁。